# Johan Pihlgren (skeppsbyggare)
Johan Theodor Pihlgren, född 28 oktober 1845 i Karlstad, död där 9 september 1924, var en svensk skeppsbyggare och ämbetsman.
Johan Pihlgren var son till häradshövdingen Johan Theodor Pihlgren. Han blev student vid Uppsala universitet 1863 och genomgick Teknologiska institutet 1863–1866. Han var en tid elev vid Motala verkstad och fick 1867–1870 den tidens främsta teoretiska skeppsbyggeriutbildning vid École Impériale du Génie Maritime i Paris. Han skaffade sig även varvspraktik. Under fransk-tyska kriget 1870–1871 gjorde han även svenska staten åtskilliga tjänster genom att skaffa licenser för krigsfartygsmateriel från franska järnverk. Han var konstruktör vid Motala Verkstad 1871–1874. 1875 övergick han till Mariningenjörsstaten, där han först var extra ingenjör samt 1876 blev ingenjör och 1888 direktör. Pihlgren hade vid flottan många maktpåliggande uppdrag i samband med fartygsnybyggnaderna. 1888–1896 var han chef för ingenjörsdepartementet vid flottans varv i Stockholm, och 1896–1897 innehade han motsvarande fattning i Karlskrona. Pihlgren var även extralärare i ångfartygskonstruktion vid Tekniska högskolan 1878–1888. Han var en skicklig konstruktör, och på Tekniska högskolan finns några under hans paristid elegant utförda, akvarellerade ritningar till träfartyg bevarade. Pihlgren blev byråchef för Kommerskollegiets industribyrå 1898 och kommerseråd samma år. I denna egenskap handlade han frågor rörande den pågående utvidgningen av statens inspektionsingripanden inom industrin. Han var kommissarie för svensk-norska maskinavdelningen vid världsutställningen i Wien 1873. Bland hans många offentliga uppdrag i övrigt märks ledamotskap av kommittén angående post- och personförbindelse mellan Sverige och kontinenten 1890, av centralkommittén för konst- och industriutställningarna i Stockholm 1897 och 1909 samt av yrkesfarekommittén 1905. Pihlgren blev ledamot av örlogsmannasällskapet 1888 och av Krigsvetenskapsakademien 1898. I Svenska teknologföreningen var han vice ordförande 1894–1896 och 1902 samt ordförande 1903.